# 쿤두룬구

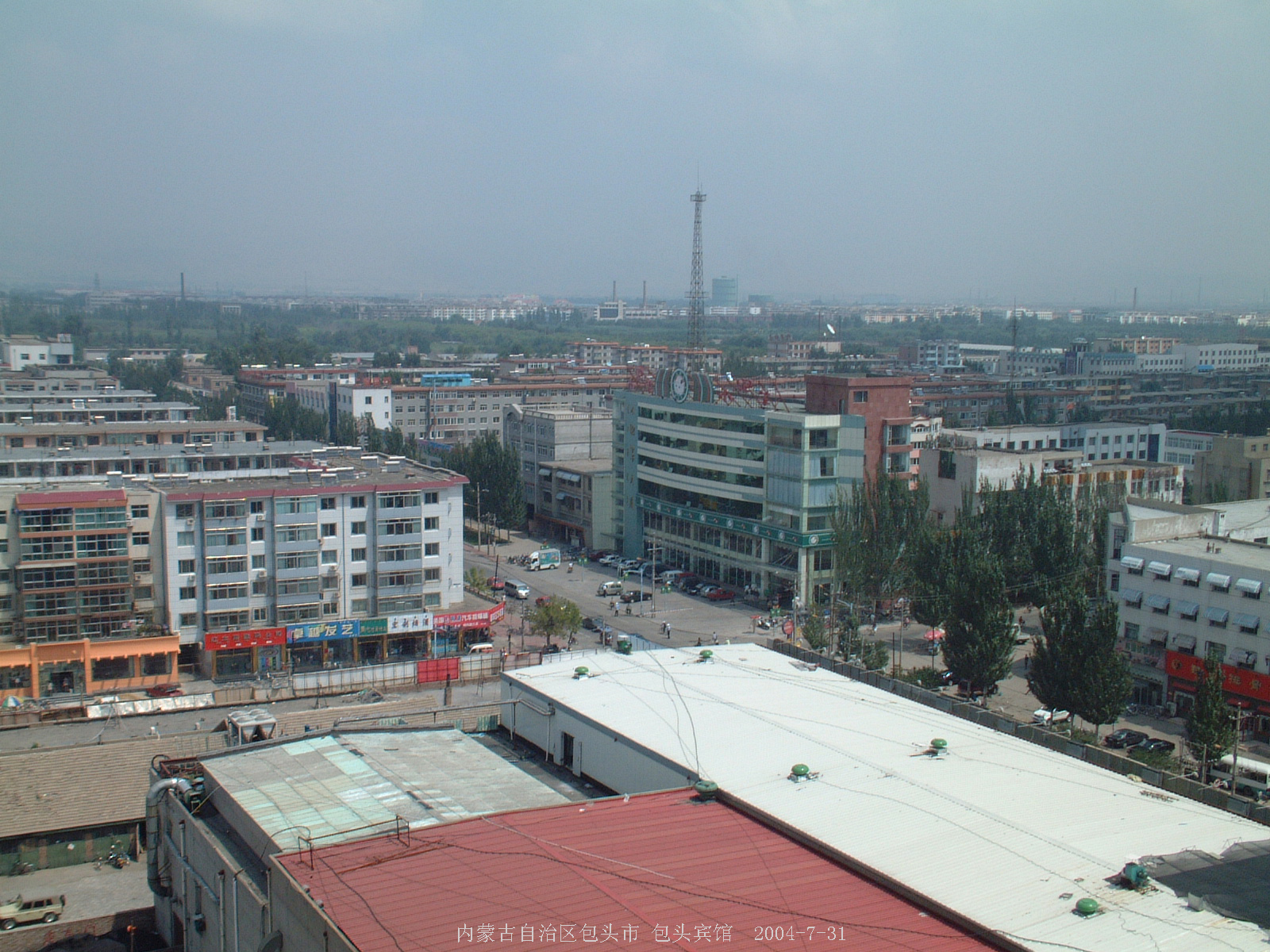

쿤두룬구(중국어: 昆都仑区, 병음: Kūndūlún Qū) 또는 훈들룬 구(ᠬᠥᠨᠳᠡᠯᠡᠨ ᠲᠣᠭᠣᠷᠢᠭ, Хөндлөн дүүрэг)는 내몽골 자치구 바오터우 시의 현급 행정구역이다. 넓이는 119km2이고, 인구는 2007년 기준으로 450,000명이다.

## 기후
연평균 기온은 6.5℃이고 연평균 강수량은 310.8mm이다.

## 행정 구역
13개 가도, 1개 진을 관할한다.
- 가도: 少先路街道, 张家营子街道, 沼潭街道, 林荫路街道, 友谊大街街道, 阿尔丁大街街道, 团结大街街道, 鞍山道街道, 前进道街道, 市府东路街道, 白云路街道, 黄河西路街道, 昆工路街道.
- 진: 昆河镇.